# Красная Слобода (Белыничский район)
Кра́сная Слобода́ (бел. Красная Слабада) — деревня в составе Лебедянковского сельсовета Белыничского района Могилёвской области Республики Беларусь.

## Население
- 2010 год — 47 человек